# Christian Fassnacht
Christian Fassnacht (ur. 11 listopada 1993 w Zurychu) – szwajcarski piłkarz grający na pozycji pomocnika. Od 2017 roku zawodnik BSC Young Boys.

## Życiorys
W czasach juniorskich trenował w FC Thalwil, FC Zürich i FC Red Star Zürich. W latach 2009–2010 grał w seniorskim zespole FC Red Star Zürich. W 2010 roku został zawodnikiem FC Thalwil. Od 1 lipca do 31 grudnia 2014 przebywał na wypożyczeniu w FC Tuggen. 1 stycznia 2015 został piłkarzem FC Winterthur. 1 lipca 2016 podpisał kontrakt z pierwszoligowym FC Thun. W Swiss Super League zadebiutował 24 lipca 2016 w zremisowanym 1:1 meczu z FC Vaduz. 1 lipca 2017 odszedł do berneńskiego BSC Young Boys. W sezonie 2017/2018 został wraz z nim mistrzem kraju.
W reprezentacji Szwajcarii zadebiutował 12 października 2018 w przegranym 1:2 meczu Ligi Narodów z Belgią. Do gry wszedł w 87. minucie, zastępując Remo Freulera.